# أنتونيو ماكويلون
أنتونيو ماكويلون (بالإسبانية: Antonio Maquilón) (29 نوفمبر 1902 – 20 أبريل 1984) لاعب كرة قدم بيروفي راحل كان يجيد اللعب في خط الدفاع .
لعب طوال مسيرته الرياضية في أندية أتلتيكو تشالاكو بيرو، ليما إيتاليانو، وسبورتنغ تاباكو . شارك مع منتخب بيرو في بطولة كأس العالم 1930 في الأوروغواي كما شارك في بطولة كأس أمريكا الجنوبية 1927 و 1929 .

## وصلات خارجية
- أنتونيو ماكويلون على موقع الاتحاد الدولي (مؤرشف)  (الإنجليزية)
- أنتونيو ماكويلون على موقع قاعدة بيانات كرة القدم.إي يو (الإنجليزية)
- أنتونيو ماكويلون على موقع ناشيونال فوتبول تيمز (الإنجليزية)
- أنتونيو ماكويلون على موقع Soccerway.com (الإنجليزية)
- أنتونيو ماكويلون على موقع عالم كرة القدم.نت (الإنجليزية)
- هذا السيرة الذاتية